# Boston Ballet
Il Boston Ballet è una compagnia di balletto fondata nel 1963 da E. Virginia Williams, ed è stata la prima compagnia di danza professionista del New England.
La compagnia ha nel suo repertorio, lavori di danza classica, neoclassica e contemporanea, che vanno dai pezzi classici di George Balanchine, a nuove coreografie e première internazionali di coreografi contemporanei.
Fra i più importanti direttori artistici che si sono susseguiti alla guida del Boston Ballet si possono citare Violette Verdy (1980-1984), Bruce Marks (1985-1997) ed Anna-Marie Holmes (1997-2000). Dal 2001 la compagnia è sotto la direzione artistica di Mikko Nissinen. La scuola di danza Boston Ballet School, la più grande dell'America del nord, è invece gestita da Barry Hughson.